# 伍迪溪 (科羅拉多州)
伍迪溪（英語：Woody Creek）是位於美國科羅拉多州皮特金縣的一個人口普查指定地區。

## 地理
伍迪溪的座標為39°16′15″N 106°53′10″W / 39.27083°N 106.88611°W，而該地最高點為海拔高度2239米（即7346英尺）。

## 人口
根據2010年美國人口普查的數據，伍迪溪的面積為1.58平方千米，均為陸地。當地共有人口263人，而人口密度為每平方千米166人。